# Simple Symphony
Simple symphony is een compositie van Benjamin Britten. Het kan beschouwd worden als een vroeg werk van Britten, gezien het lage opusnummer 4 dat het werk draagt. Britten schreef echter zoveel (ook al gedurende zijn jeugd) dat men er bij het catalogiseren van zijn werk achter is gekomen dat hij minstens 750 andere werkjes voor deze symfonie componeerde, dan wel gewoonweg noteerde. "Simple symphony" is het eerste werk waarin Britten naar de term symfonie verwijst.

## Delen
Deze “simpele symfonie” is gebaseerd op stukjes muziek die Britten in zijn jeugd op papier heeft gezet van 1923 tot en met 1926. Britten had toen les op de altviool van Audrey Alston, aan wie dit werk dan ook opgedragen is. Het is qua opbouw meer een suite dan een symfonie. Britten herschreef in totaal acht vroege werkjes en bundelde ze tot vier delen:
- Boisterous Bourrée (circa 3 minuten lengte) (Allegro ritmico) bevat
  - Suite nr 1 in E voor piano, geschreven op 18 oktober 1925; het tweede deel (Bourrée: Allegro vivace)
  - A country dance, het lied Now the King is home op tekst van Alfred Tennyson The Foresters (hier dus instrumentaal)
- Playful pizzicato (circa 3 minuten) (Presto possible pizzicato) bevat
  - een scherzo uit een scherzo en trio voor piano uit 1925
  - The road song of the Bandar-Log, melodie van een lied uit 1924 gebaseerd op teksten van Rudyard Kipling
- Sentimental sarabande (circa 7 minuten) (Poco lento e pesante) bevat
  - de prelude uit de Suite nr. 3 voor piano uit 1925
  - wals voor piano uit 1923
- Frolicsome finale (circa 3 minuten) (Prestissimo con fuoco) bevat
  - Finale van pianosonate nr. 9 uit 1926
  - een lied uit 1925, dat nog niet achterhaald is (Britten schreef meer dan 1000 werken/werkjes)

Britten gaf zelf leiding aan de eerste uitvoering van dit werk, een amateurstrijkorkest speelde het op 6 maart 1934 in de Stuart Hall in Norwich (Norfolk). De Stuart Hall is in 2012 een onderdeel van de Norwich Cinema City bioscoop.

## Orkestratie
- violen, altviolen, celli, contrabassen

## Discografie
Er zijn veel uitvoeringen van dit werk, zowel in de versie voor strijkkwartet als strijkorkest.

## Anderen
Ook andere componisten schreven “simpele symfonieën” maar dan vaak onder de titel "Sinfonia semplice". Carl Nielsen noemde zijn Symfonie nr. 6 "semplice", maar die is nauwelijks simpel te noemen.